# (33322) 1998 QQ5
1998 QQ5 (asteroide 33322) é um asteroide da cintura principal. Possui uma excentricidade de 0.09120660 e uma inclinação de 21.67828º.
Este asteroide foi descoberto no dia 19 de agosto de 1998 por LINEAR em Socorro.